# Section du Pacific Northwest Trail dans le parc national des North Cascades et la Ross Lake National Recreation Area
La section du Pacific Northwest Trail située dans le parc national des North Cascades et la Ross Lake National Recreation Area est un sentier de randonnée dans l'État de Washington, aux États-Unis. Localisée dans la partie centrale du sentier de longue randonnée dit Pacific Northwest Trail, elle traverse le parc national des North Cascades et la Ross Lake National Recreation Area en environ 
97,5 kilomètres. Gérée par le National Park Service, elle est classée National Recreation Trail depuis 2002.